# Hypogastrura gisini
Hypogastrura gisini är en urinsektsart som beskrevs av Karl Strenzke 1954. Hypogastrura gisini ingår i släktet Hypogastrura och familjen Hypogastruridae. Arten är reproducerande i Sverige. Inga underarter finns listade i Catalogue of Life.